# المصدور
المصدور هي مدينة تونسية تقع في ولاية المنستير. يقطنها 876 3 نسمة حسب التعداد الرسمي في 2004. وتنتمي إداريا لمعتمدية بنبلة.